# 紀全吉
紀 全吉（き の またよし、生没年不詳）は、平安時代初期の貴族。姓は朝臣。官位は従五位上・主殿頭。

## 経歴
仁明朝後期の承和14年（847年）従五位下・主殿頭に叙任される。
その後は主殿頭を務める一方で、文徳朝後期の斉衡3年（856年）には右近衛少将を兼ねる。天安2年（858年）8月に文徳天皇が崩御した際には、左近衛少将・良岑清風とともに将監・将曹・近衛らを率いて皇太子・惟仁親王の直曹に陣取った。同年9月には右近衛少将を解かれて、引き続き主殿頭を務めている。

## 官歴
注記のないものは『六国史』による。
- 時期不詳：正六位上
- 承和14年（847年） 正月7日：従五位下。12月14日：主殿頭
- 斉衡3年（856年） 9月27日?：右近衛少将、主殿頭如元[2]
- 斉衡4年（857年） 正月7日：従五位上。正月14日：紀伊介
- 天安2年（858年） 6月14日：美濃権介。9月23日：備前権守、主殿頭如元、止右近衛少将[2]